# Kessleria neuguineae
Kessleria neuguineae es una especie de polilla del género Kessleria, familia Yponomeutidae.
Fue descrita científicamente por Moriuti en 1981.